# 海峡大剧院
海峡大剧院（英語：Strait Grand Theater），是福建省厦门市的一座兼具展览、演艺功能的大型场馆，位于厦门岛东部、厦门国际会议展览中心东北侧，占地面积2.2万平方米，建筑总面积9.2万平方米，是目前全球最大的单面台剧院之一，由厦门市属国有企业厦门建发集团投资兴建。该场馆自2019年起作为中国电影金鸡奖颁奖典礼的长期固定举办地。

## 简介
海峡大剧院采用了三层挑檐和方形廊柱的外观设计，同时融入了燕尾脊、窗花格、八角砖、人字雨篷等闽南元素，室内设计将交错的闽南坡屋、传统砖雕花纹装饰作为设计元素，屋顶使用源自厦门市花三角梅的三角梅灯，其中，主展厅面积约10000平方米，长133米、宽72米、净高24米，可提供6900多个固定座位，

## 历史
海峡大剧院前身为厦门国际会展中心四期B8、B9馆，2018年底，厦门市人民政府与中国电影家协会正式签约，厦门国际会展中心四期作为中国金鸡百花电影节未来十年的颁奖典礼场馆，2018年12月21日，由上海宝冶集团承建的项目动工，高峰时期每天有1800多名工人参与施工。2019年10月30日，项目通过竣工验收。2019年11月19日，为纪念中国金鸡百花电影节首次落户厦门而建的金鸡雕塑在剧院前广场落成，雕塑高6.91米，重量超过2吨，坐落于直径1981毫米的底座上，象征中国电影金鸡奖的创始年份1981年。2019年11月23日，第32届中国电影金鸡奖颁奖典礼暨第28届中国金鸡百花电影节闭幕式在海峡大剧院举行。2021年，厦门海峡大剧院（厦门国际会展中心四期项目）工程获2020-2021年度“中国建设工程鲁班奖（国家优质工程）”。2024年1月19日-21日、26日-28日，香港歌手陈奕迅在此举办一连六场“陈奕迅 Fear and Dreams世界巡回演唱会厦门站”，是剧院建成后举办的首次大型演唱会。